# Saint-Paul-et-Valmalle
Saint-Paul-et-Valmalle é uma comuna francesa na região administrativa de Occitânia, no departamento de Hérault. Estende-se por uma área de 12,72 km². Em 2010 a comuna tinha 1 203 habitantes (densidade: 94,6 hab./km²).